# Α-グルコシダーゼ

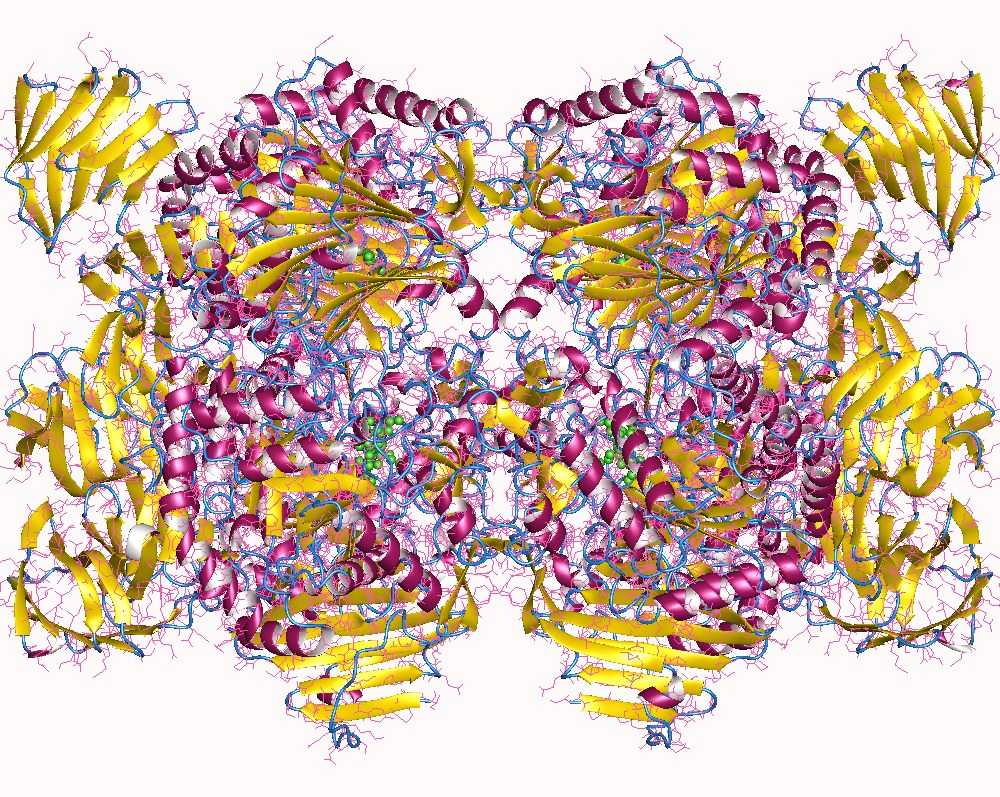
Alpha-glucosidase hexamer, Sulfolobus solfataricus.

α-グルコシダーゼ(α-glucosidase; EC 3.2.1.20)は糖のα-1,4-グルコシド結合を加水分解する反応を触媒する酵素。α-1,4-グルコシド結合を持つ代表的な糖である麦芽糖（マルトース）もこれによって分解されるため、マルターゼ(maltase)とも呼ばれる。アグリコンとして各種アルキル基やアリール基を持つものも基質とする。
ヒトでは小腸上皮細胞に膜酵素として発現している消化酵素である（膜酵素であるのは、吸収直前に単糖に分解することで腸内細菌などに栄養を奪われにくくするためである）。ほとんどの生物がこの酵素を備えており、代謝にかかわっている。基質特異性は酵素の起源により様々で、配糖体の分解能を備えているものや、デンプンを分解するものなどがある。特に酵母では豊富に存在するが、酵母から精製した酵素は基質特異性が低い。ヒト腸粘膜からは5種類のα‐グルコシダーゼが分離されているが、それぞれ基質特異性が異なる。

## 医療
医療においては、αグルコシダーゼ阻害剤が実用化されている。二糖類の単糖類への分解を阻害することで、結果的に血糖値の上昇を防ぐ。糖尿病治療薬として、グルコバイ（アカルボース）、ベイスン（ボグリボース）、セイブル（ミグリトール）などが上市されている。

## 食品
食品においては、味の素からご飯をふっくらと炊き上げることができる「お米ふっくら調理料」が販売されている。公式サイトによると、酵素により米の保水力を引き出すことで、ふっくらとしたご飯に炊きあげるという。
また、食品の範疇では、αグルコシダーゼ阻害作用を発揮するハーブやスパイスの存在が知られている。この作用を持つものとしてはオールスパイスが有名であるが、他にもナツメグ、セージやタイムなどにαグルコシダーゼ阻害作用が認められる。